# SS Runic (1949)
El SS Runic fue un carguero refrigerado construido en Harland and Wolff, Belfast en 1949 para la línea Shaw, Savill & Albion. Fue botado en Belfast en octubre de 1949 y entró en servicio en marzo de 1950. Fue diseñado para el comercio entre el Reino Unido, Australia y Nueva Zelanda. Tenía dos barcos gemelos: el Persic y el Suevic.
Al igual que muchos barcos de Shaw, Savill, el Runic tomó su nombre de un barco anterior de la White Star Line del mismo nombre.

## Hundimiento
El 19 de febrero de 1961, mientras se dirigía de Brisbane a Nueva Zelanda, el Runic encalló en el arrecife Middleton en el mar de Tasmania después de navegar a través de la cola de un huracán. A pesar de los intentos de salvamento, el mal tiempo empujó al barco más hacia el arrecife y comenzó a inundarse. El 22 de marzo, se abandonaron los esfuerzos de salvamento y el Runic fue declarado pérdida total; su tripulación de 69 personas fue evacuada al barco Arabic de Shaw, Savill, y llevada a Sídney.
En 2012, el pecio todavía estaba parcialmente intacto.